# Lindome Gymnastik- och Idrottsförening
O Lindome GIF é um clube de futebol da Suécia fundado em 1928. Sua sede fica localizada em Västra Götaland.